# أندرو أوكونور
أندرو أوكونور (بالإنجليزية: Andrew O'Connor)‏ هو نحات أمريكي، ولد في 7 يونيو 1874 في ورسستر في الولايات المتحدة، وتوفي في 9 يونيو 1941 في دبلن في جمهورية أيرلندا.

## وصلات خارجية
- أندرو أوكونور على موقع أوليمبيديا (الإنجليزية)